# Улица Победы (Астрахань)
Улица Победы — одна основных магистралей Кировского района Астрахани.

## Описание
Проходит с юга на север, от Троицкого моста, через канал имени Варваци, до Вокзальной площади; через исторические районы Белый город и Селение центральной части Астрахани.
Улица Победы является одной из самых загруженных улиц Астрахани. В 2023 году к дню Победы завершили ремонт участка между двумя набережными
— 1 мая и Красной. Также в 2023 году городские власти заявляли о планах внедрить выделенные полосы для общественного транспорта по всей улице Победы.  

## История
В начале XVIII века улица была около километра длиной и называлась в народе Долгой. Во времена Петра I улицу переименовали в Большую Перспективу. С расширением улицы её стали называть Большой или Большой Продольной. Во второй половине XVIII века улица стала Екатерининской. К тому времени улицу начинают застраивать каменными строениями. В последние десятилетия XIX века улица стала называться Московской, скорее всего по расположенному на ней «Московскому торговому дому».
30 декабря 1920 года постановлением Пленума Астраханского Горсовета «В ознаменование разгрома белогвардейских войск в годы Гражданской войне» объединённая улица получила новое имя. 
На перекрёстке с улицей Писарева была установлена памятная стела с названием улицы. В 2010 году стелу отреставрировали и изменили её значение: бетонные буквы «Улица ПОБЕДЫ» заменены на «1941—1945», звезда наверху стелы перекрашена в красный цвет, внизу постамента закреплена Гвардейская лента с позолоченной надписью «Улица названа в честь победы советского народа в Великой Отечественной войне»). В результате вместо победы в Гражданской войне она стала посвящённой победе на советско-германском фронте Второй Мировой войны.
В 2015 году за стелой появился обелиск «Журавли», посвящённый погибшим воинам во время Великой Отечественной войны в сквере Победы.

## Галерея
- Жанровая скульптура «Журавли»